# DREAMER (EIKOのアルバム)
DREAMER（ドリーマー）は、EIKO（上白石萌歌）のスタジオ・アルバム。2023年11月1日にソニー・ミュージックから発売。
フジテレビ系テレビドラマ『パリピ孔明』の劇中歌が収録されている。

## 概要
2023年9月27日から11月29日までフジテレビ製作で放送された『パリピ孔明』にて、劇中歌として使用された楽曲が収録されている。
上記ドラマで「月見英子（歌手名義：EIKO）」役を務めた俳優の上白石萌歌（歌手名義：adieu）が歌唱している。
表題曲の『DREAMER』は9月27日に、『DREAMER（Acoustic ver.）』は10月11日に、当アルバム発売から先行して配信された。
オリコンチャートには11月13日付のランキングに初登場し、31位を記録した。

## 収録曲
1. DREAMER [4:11]
作詞・作曲：幾田りら
編曲：前田佑・今井了介
  - 第5, 6, 10話で歌唱
2. Time Capsule [2:37]
作詞・作曲：内澤崇仁
編曲：androp
  - 第8話で歌唱
3. タイム・トラベル [2:08]
作詞：松本隆
作曲：原田真二
編曲：近谷直之
  - 第1話で歌唱
4. 真夜中のドア〜Stay with me [5:08]
作詞：三浦徳子
作曲：林哲司
  - 第1話で歌唱
5. 堕天 [3:18]
作詞：R-指定
作曲：DJ松永
  - 第2話で歌唱
6. サヨナラCOLOR [3:53]
作詞・作曲：永積タカシ
  - 第3話で歌唱
7. I'm still alive today [1:17]
作詞：薔薇園アヴ
作曲：今井了介
編曲：ネオルニ
  - EIKO (with NANAMI) 名義
  - 第4, 5話で歌唱
8. No Future But Go To Future [3:23]
作詞・作曲・編曲：CMJK
  - 第6話で歌唱
9. Time Capsule (feat. KABE) [2:32]
作詞・作曲：内澤崇仁
ラップ詞：LITTLE
編曲：近谷直之
  - EIKO (with EAST SOUTH) 名義
  - 第10話で歌唱
10. DREAMER (Acoustic ver.) [4:05]
作詞・作曲：幾田りら
  - 第10話で歌唱

## Running out
Running out（ラニング・アウト）は、ダンサーの菅原小春が「ミア西表」名義で配信した楽曲である。フジテレビ系ドラマ『パリピ孔明』の劇中歌。

## SO SO
SO SO（そうそう）は、ダンサーの関口メンディーが「前園ケイジ」名義で配信した楽曲である。フジテレビ系ドラマ『パリピ孔明』の劇中歌。

## MID DAY
MID DAY（ミッドデイ）は、俳優の森崎ウィン、高尾悠希、松延知明が「JET JACKET」名義で配信した楽曲である。フジテレビ系ドラマ『パリピ孔明』劇中歌。

### 収録曲
1. MID DAY [3:53]
作詞・作曲・編曲：KOSEN
2. Blue Yell [3:48]
作詞・作曲・編曲：ネオルニ

## No Future But Go To Future
No Future But Go To Future（ノー・フューチャー・バット・ゴー・トゥ・フューチャー）は、俳優の八木莉可子、葵うたの、森ふた葉が「AZALEA」名義で配信した楽曲である。フジテレビ系ドラマ『パリピ孔明』の劇中歌。

## ChocoPate
ChocoPate（チョコパテ）は、俳優の八木莉可子、葵うたの、森ふた葉が「AZALEA」名義で配信した楽曲である。フジテレビ系ドラマ『パリピ孔明』の劇中歌。

## DREAMER
DREAMER（ドリーマー）は、ダンサーの菅原小春が「ミア西表」名義で配信した楽曲である。フジテレビ系ドラマ『パリピ孔明』の劇中歌。

## I'm still alive today
I'm still alive today（アイム・スティル・アライヴ・トゥデイ）は、歌手の薔薇園アヴが「マリア・ディーゼル」名義で配信した楽曲である。フジテレビ系ドラマ『パリピ孔明』の劇中歌。

## 参加ミュージシャン
DREAMER
- 上白石萌歌：ヴォーカル

Time Capsule
- 上白石萌歌：ヴォーカル

タイム・トラベル
- 上白石萌歌：ヴォーカル

真夜中のドア〜Stay with me
- 上白石萌歌：ヴォーカル

堕天
- 上白石萌歌：ヴォーカル

サヨナラCOLOR
- 上白石萌歌：ヴォーカル

I'm still alive today
- 上白石萌歌：ヴォーカル
- 八木莉可子：ヴォーカル

No Future But Go To Future
- 上白石萌歌：ヴォーカル

Time Capsule (feat. KABE)
- 上白石萌歌：ヴォーカル
- 宮世琉弥：ラップヴォーカル

DREAMER (Acoustic ver.)
- 上白石萌歌：ヴォーカル

## テレビ披露
| 出演日 | 出演日  | 番組名    | 放送局         | 演奏曲  |
| 年     | 月日    | 番組名    | 放送局         | 演奏曲  |
| ------ | ------- | --------- | -------------- | ------- |
| 2023年 | 12月6日 | FNS歌謡祭 | フジテレビ系列 | DREAMER |